# 東北伊利諾伊大學
東北伊利諾伊大學（Northeastern Illinois University，縮寫：NEIU）是位於美國伊利諾伊州芝加哥北帕克的一所公立大學，成立於1867年。該大學在在整個芝加哥有四個校區，是聯邦政府指定的西班牙裔服务机构。2015年《美國新聞與世界報道》未將其列入排名。

## 外部連結
- Official website （页面存档备份，存于）

41°58′48″N 87°43′08″W / 41.980°N 87.719°W